# Gertrud Lutz-Fankhauser
Pour les articles homonymes, voir Lutz et Fankhauser.
Gertrud Lutz (née Fankhauser le 7 mars 1911 à Rechthalten et morte le 9 juin 1995 à Burgdorf) est une militante humanitaire suisse, vice-présidente de l'UNICEF et juste parmi les nations, comme son mari Carl Lutz.

## Jeunesse et études
Gertrud Fankhauser, diplômée des écoles de commerce de Berne et de Fribourg effectue un stage en Angleterre. En 1930, elle émigre aux États-Unis.

## Départ aux États-Unis
Elle exerce la fonction d'employée de bureau au consulat suisse de Saint-Louis dans le Missouri de 1931 à 1934. Elle y rencontre le diplomate Carl Lutz qui devient son mari en janvier 1935. 

## Transfert en Palestine
Entre 1935 et 1941, le couple réside à Jaffa, puis dès 1937 à Tel Aviv. Elle ne prend toutefois pas le rôle d'une épouse de diplomate, mais mène ses propres actions en Palestine, au grand désarroi du chef de Lutz en Palestine, le consul honoraire Jonas Kübler. Elle visite à ce titre les civils allemands dans les camps d'internement après le début de la guerre, circulant dans sa voiture privée arborant des plaques consulaires et le fanion suisse.
Alors que son mari est retenu en Suisse à la suite des rumeurs entourant le consulat honoraire, elle décide de quitter la Palestine en mai 1941. Alors qu'elle circule dans sa voiture avec les plaques CC pour passer la frontière libano-palestinienne, les gardes-frontières britanniques décident de fouiller la voiture de fond en comble, inclus la valise diplomatique qu'elle porte avec elle. Elle est obligée de retourner à Jérusalem. Après une plainte formelle du Département politique fédéral auprès du Foreign Office, le gouvernement britannique en Palestine l'autorise à quitter le territoire de Palestine. Elle ne veut toutefois pas tenter un nouveau passage en voiture, jugé trop dangéreux. Lorsque son mari est dépêché à Berlin pour reprendre la représentation des intérêts yougoslaves en Allemagne, Gertrud reste en Palestine. Elle quitte la Palestine à la fin octobre 1941.

## Sauvetage des Juifs à Budapest
De 1942 à 1945, elle réside à Budapest où son époux est vice consul suisse et chef du département des intérêts étrangers. À ce titre, il représente jusqu'à 14 états en  guerre avec la Hongrie, y compris la Grande-Bretagne avec les territoires palestiniens. Il délivre ainsi environ 5000 visas d'émigration à la population juive en Palestine jusqu'à l'occupation nazie de la Hongrie, le 19 mars 1944 et à partir de l'été 1944, des passeports et des lettres de protection collective. Gertrud Lutz participe aux opérations de sauvetage avec son époux de plus de 62 000 membres selon les estimations, de la communauté juive,.
Elle divorce en 1946. 

## Carrière à l'Unicef
Elle devient déléguée du Don suisse en Yougoslavie, Finlande et Pologne jusqu'en 1948, puis déléguée de l'Unicef en Pologne jusqu'en 1950. À partir de 1951, elle s’occupe de programmes d’alimentation au nord-est du Brésil puis part travailler en Turquie de 1964 à 1966. Elle est vice-présidente de l’Unicef à Paris de 1966 à 1971.
Elle devient la première femme élue au Conseil communal de Zollikofen en 1972.
Elle est membre du comité de l'UNICEF jusqu'en 1988 qu'elle continue de représenter lors de conférences internationales.

## Récompenses et honneurs
En 1978, l'État d'Israël lui décerne le titre de Juste parmi les nations.
Ses archives se trouvent à la Fondation Gosteli.

## Hommage
Une salle "Carl Lutz" est inaugurée en 2018 au palais fédéral à Berne dans une aile  du Département fédéral des affaires étrangères. Une plaque commémorative y indique Cette salle est dédiée à toutes les collaboratrices et à tous les collaborateurs du Département qui, comme Carl Lutz, Harald Feller, Gertrud Lutz-Fankhauser Ernst Vonrufs et Peter Zürcher en 1944–1945 à Budapest, ont fait preuve d’une grande humanité qui doit nous inspirer.